# Harry Hepworth
Harry Hepworth (* 6. Dezember 2003 in Harrogate) ist ein britischer Turner.

## Erfolge
Harry Hepworth litt im Alter von fünf Jahren an Morbus Perthes und konnte drei Jahre lang keinerlei sportlichen Aktivitäten nachgehen. Eine Turnvorführung an seiner Schule inspirierte ihn dazu, mit dem Turnen anzufangen. 2022 gab er bei den Erwachsenen sein internationales Debüt. Er vertrat Großbritannien 2023 bei den Europameisterschaften in Antalya und den Weltmeisterschaften in Antwerpen. Ihm gelang ein vierter Platz am Boden und ein siebter Platz am Sprung bei den Europameisterschaften, während er bei den Weltmeisterschaften in vier Einzeldisziplinen Platzierungen zwischen Rang vier und acht erreichte. Ein Jahr darauf wurde er in Rimini im Mannschaftsmehrkampf Vizeeuropameister.
Bei den Olympischen Spielen 2024 in Paris trat er in vier Konkurrenzen an und erreichte in dreien das Finale. Am Boden belegte er den 13. Platz. An den Ringen gelang ihm hingegen als Achter mit 14,700 Punkten knapp der Finaleinzug. Dieses schloss er mit 14,800 Punkten auf dem siebten Platz ab. Noch erfolgreicher verlief für Hepworth der Wettkampf am Sprung. Er wurde mit 14,766 Punkten Zweiter der Qualifikation und verbesserte seine Punktzahl im Finale auf 14,949 Punkte. Damit belegte er hinter dem mit 15,116 Punkten siegreichen Philippiner Carlos Yulo und dem mit 14,966 Punkten zweitplatzierten Artur Dawtjan den dritten Platz und erhielt die Bronzemedaille. Im abschließenden Mannschaftsmehrkampf zog er mit der britischen Mannschaft als Dritter ins Finale ein. Mit 255,527 Punkten verpassten die Briten als Vierte knapp einen Medaillengewinn.